# Manuel E. Rodríguez
Manuel Encarnación Rodríguez Dávila,  más conocido como Manuel E. Rodríguez (Arequipa, 1883-1952) fue un militar, ingeniero y político peruano. General de División del Ejército del Perú. Ministro de Estado en las décadas de 1930 y 1940. Fue ministro de Fomento y Obras Públicas (1930-1931, 1932-1933 y 1935-1936), ministro de Guerra (1931-1932 y 1933-1935), presidente del Consejo de Ministros del gobierno de Óscar R. Benavides (1935-1936) y ministro de Gobierno y Policía del gobierno de José Luis Bustamante y Rivero (1946-1947). En este último periodo ocurrió el asesinato de Francisco Graña Garland, que tanto impacto tuvo en la política peruana y que aceleró la caída de Bustamante.

## Biografía

### Nacimiento y carrera militar
Nacido en Arequipa en 1883. En 1897 ingresó a la Escuela Naval y Militar de Santa Sofía, y egresó como alférez en 1901. Fue instructor de Artillería de la División Superior y profesor en la Escuela de Tiro.
En 1907 viajó a Francia para especializarse en ingeniería militar. Sirvió en el segundo regimiento de Ingenieros de Montpellier y fue alumno de la Escuela de Artillería e Ingenieros de Fontainebleau. En 1909 se recibió de ingeniero militar. De regreso al Perú, se incorporó al batallón de Ingenieros. En 1911 pasó a ser jefe de la guarnición de La Pedrera, en la frontera con Colombia.
En 1914 era miembro de la Casa Militar de Óscar R. Benavides, presidente de la Junta Militar de Gobierno. En 1915 fue ascendido a teniente coronel. En 1916 fue nombrado director del Servicio de Ingeniería del Ejército. Ese mismo año se recibió de ingeniero civil. Tras el golpe de Estado de 1919, renunció a su cargo de director de Ingeniería y viajó a Europa.

### Ministro de Guerra y de Fomento, entre 1930 y 1933
Regresó al Perú y aceptó ser ministro de Fomento y Obras Públicas de la Junta Militar de Gobierno presidida por Luis Sánchez Cerro. Junto con otros nuevos ministros juramentó el 24 de noviembre de 1930. Uno de sus colegas era el jurista José Luis Bustamante y Rivero, que ocupaba la cartera de Justicia e Instrucción. En febrero de 1931 fue ascendido al grado de coronel. Se mantuvo en su cargo ministerial hasta el 1 de marzo de 1931, cuando se produjo la renuncia de Sánchez Cerro, y la transición a una nueva Junta de Gobierno.
Meses después, al inaugurarse el gobierno constitucional de Luis Sánchez Cerro el 8 de diciembre de 1931, integró nuevamente el gabinete ministerial, esta vez como ministro de Guerra. Unos meses después, el 29 de mayo de 1932, dejó la cartera de Guerra y pasó a ser titular de la de Fomento y Obras Públicas. En tal calidad, el 22 de septiembre de 1932 vetó una ley propuesta por Víctor G. Guevara, que solicitaba que la Peruvian Corporation dejara de aumentar los precios de las tarifas de los servicios que prestaba en los servicios de ferrocarriles y vapores del lago Titicaca.
Tras el asesinato del presidente Sánchez Cerro, el 30 de abril de 1933, el Consejo de Ministros asumió el Poder Ejecutivo, declarando en estado de sitio a toda la República y suspendiendo las garantías constitucionales. Ese mismo día, el Congreso eligió como nuevo presidente al general Óscar R. Benavides.
Rodríguez se mantuvo en el ministerio de Fomento, hasta la conformación del primer Consejo de Ministros del general Benavides, el 3 de mayo de 1933. Fue reemplazado por Pablo Ernesto Sánchez Cerro, el hermano del mandatario asesinado. Pasó entonces a encargarse de la jefatura de la Defensa Nacional.
Poco después, al formarse un nuevo gabinete ministerial, presidido esta vez por Jorge Prado Ugarteche (el llamado gabinete del “apaciguamiento y la concordia”), fue convocado para asumir el despacho de Guerra. Juramentó el 29 de junio de 1933, y se mantuvo en dicha cartera en los subsiguientes consejos de ministros presididos sucesivamente por José de la Riva Agüero y Osma y Alberto Rey de Castro.

### Presidente del Consejo de Ministros (1935-1936)
Al acercarse el fin de su período presidencial, programado para 1936, el presidente Benavides anunció su intención de convocar a elecciones generales. Con el fin de dar una apariencia de imparcialidad, decidió formar  un nuevo gabinete conformado por personalidades ajenas a toda bandería e interés político. La presidencia del Consejo de Ministros fue confiada a Manuel E. Rodríguez, ya ascendido a General de Brigada, y que al mismo tiempo asumió la cartera de Fomento Y Obras Públicas. Juramentó el 21 de mayo de 1935.
Durante el periodo de Rodríguez como jefe del gabinete ministerial, se crearon los ministerios de Educación Pública; de Justicia y Culto (en reemplazo del múltiple ministerio de Justicia, Instrucción, Culto y Beneficencia); y de Salud Pública, Trabajo y Previsión Social (pliego que se separó del de Fomento). El primer ministro de Educación fue el coronel Ernesto Montagne Markholz y el de Salud, Armando Montes de Peralta.
Rodríguez se mantuvo a la cabeza del Consejo de Ministros hasta que presentó su renuncia el 11 de abril de 1936, con el propósito de presentarse como candidato a senador por Huánuco. Le sucedió el coronel Ernesto Montagne, en cuyo periodo se realizaron las elecciones generales de 1936, pero estas serían anuladas de manera arbitraria por el Ejecutivo. El gobierno de Benavides se prorrogó por tres años más, hasta 1939.

### Ministro de Gobierno (1946-1947)
En el gobierno constitucional de José Luis Bustamante y Rivero, Rodríguez fue nombrado ministro de Gobierno y Policía, integrando así el Consejo de Ministros presidido por el doctor Julio Ernesto Portugal, que juramentó el 31 de enero de 1946. Le tocó enfrentar el desbarajuste originado por la oposición desenfrenada de los apristas, algunos de los cuales llegaron a cometer actos de terrorismo. 
El mismo Rodríguez estuvo al parecer en la mira, pues un petardo de dinamita envuelto en una hoja del diario aprista La Tribuna fue colocado en su casa, el 2 de noviembre de 1946. Fueran o no apristas los autores de ese intento de asesinato, lo cierto es que el episodio más grave ocurrió poco después, cuando fue asesinado el industrial y presidente del directorio del diario La Prensa, Francisco Graña Garland, el 7 de enero de 1947.
El crimen Graña fue inmediatamente achacado al partido aprista, pues La Prensa hacía entonces una fuerte campaña antiaprista. El suceso provocó la caída del gabinete ministerial, y el inicio del colapso del gobierno de Bustamante, que acabó sucumbiendo por el golpe de Estado del general Manuel A. Odría.
Ya retirado de la política y de toda actividad pública, Rodríguez falleció en su ciudad natal, en 1952.